# Río Valdesampedro
El río Valdesampedro (también conocido como río Páramo) es un afluente del río Teverga que recorre el concejo de Teverga. 
Este río recibe las aguas del arroyo del Valle de la Magdalena, proveniente de la zona de Barrio, Cuña y Torce. Cruza los lugares de Páramo, Alesga, Riello, Las Vegas y San Martín, donde se une al río Valdesantibáñez para formar el río Teverga.
El río nace de la unión de los diferentes arroyos que existen en las zonas más altas del valle, tanto de la zona de La Focella como de la zona del Puerto de Ventana.